# Cantón de Arzano
El cantón de Arzano era una división administrativa francesa, que estaba situada en el departamento de Finisterre y la región de Bretaña.

## Composición
El cantón estaba formado por cuatro comunas:
- Arzano
- Guilligomarc'h
- Locunolé
- Rédené

## Supresión del cantón de Arzano
En aplicación del Decreto n.º 2014-151 de 13 de febrero de 2014, el cantón de Arzano fue suprimido el 22 de marzo de 2015 y sus 4 comunas pasaron a formar parte del nuevo cantón de Quimperlé.